# NN-330
La carretera NN‑330 es una vía departamental secundaria ubicada en el departamento de León. Se extiende desde la quebrada El Cangrejo, en el límite municipal entre Villanueva y Achuapa, hasta el cruce Río Grande, en el límite de Achuapa con El Sauce. Tiene una longitud de 16.17 km y fue construida entre 2003 y 2005.

## Trazado y cruces
La siguiente tabla muestra su recorrido, localidades y principales conexiones:
| km    | Localidad            | Departamento | Conexión / Ruta |
| ----- | -------------------- | ------------ | --------------- |
| 0.0   | Quebrada El Cangrejo | León         |                 |
| 8.1   | Comunidad intermedia | León         |                 |
| 16.17 | Cruce Río Grande     | León         |                 |